# Arbocuspis
Arbocuspis is een mosdiertjesgeslacht uit de  familie van de Electridae en de orde Cheilostomatida. De wetenschappelijke naam van het geslacht is voor het eerst geldig gepubliceerd door Elena A. Nikulina in 2010.

## Soorten
De volgende soorten zijn bij het geslacht ingedeeld:
- Arbocuspis bellula (Hincks, 1881)
- Arbocuspis bicornis (Hincks, 1881)
- Arbocuspis emanuelae Rosso, Sciuto, Sanfilippo & Spencer Jones, 2017
- Arbocuspis multicornis (Hincks, 1881)
- Arbocuspis ramosa (Osburn, 1940)

Niet geaccepteerde soort:
- Arbocuspis angulata (Levinsen, 1909) → Arbopercula angulata (Levinsen, 1909)